# Action Express Racing

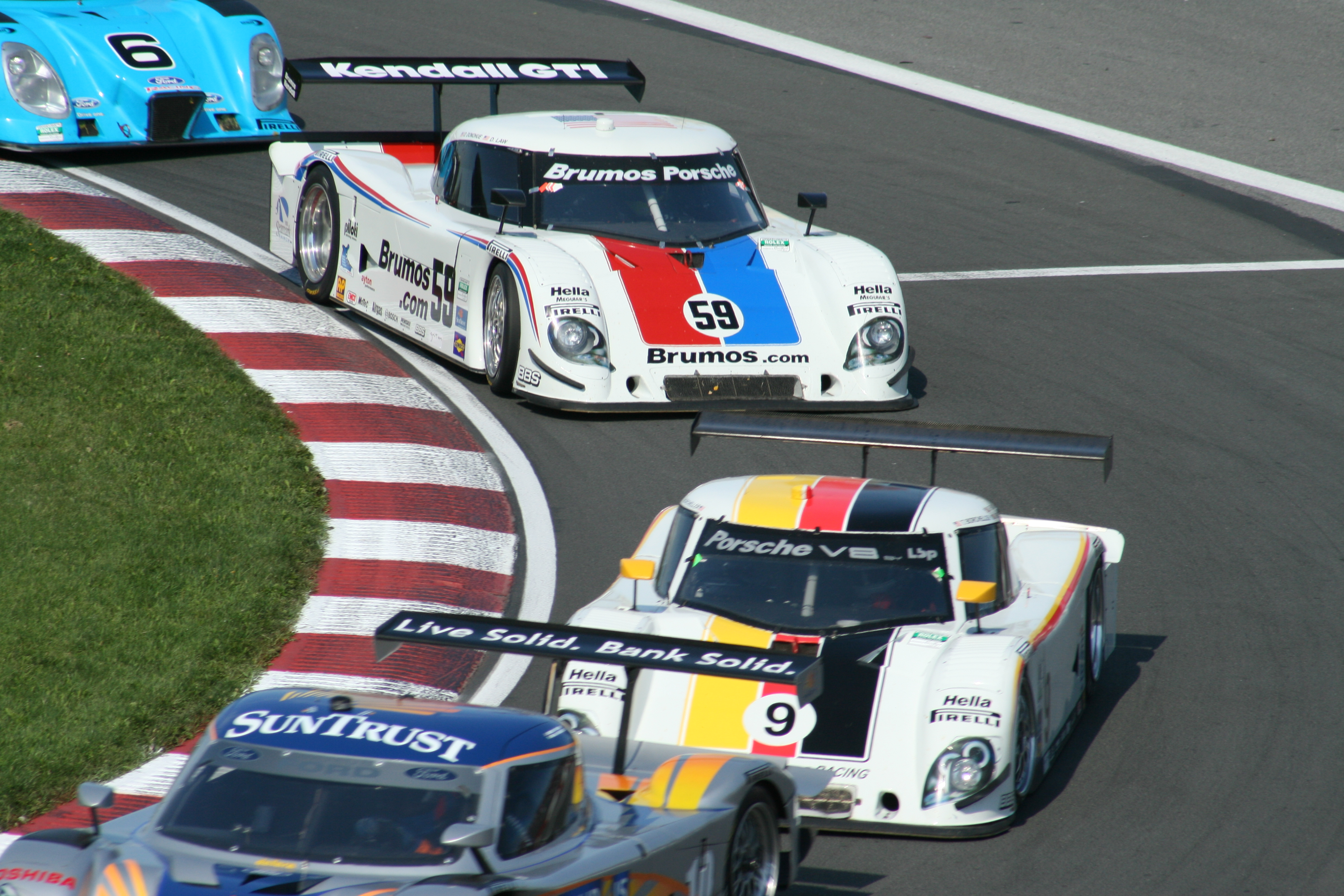
Prototype N°9 2010

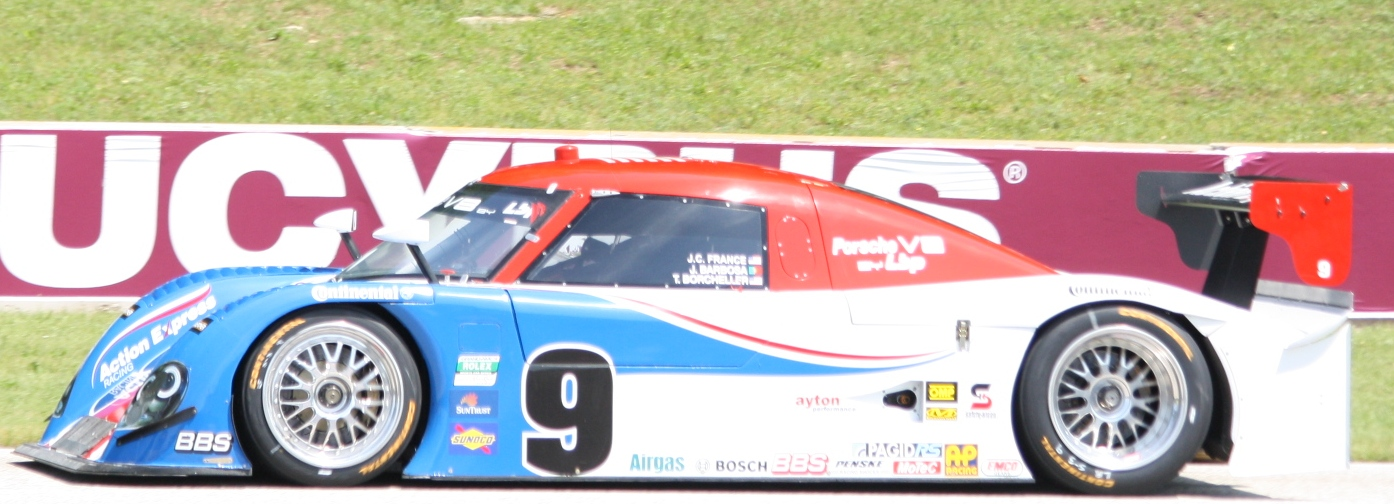
Prototype N°9 2011

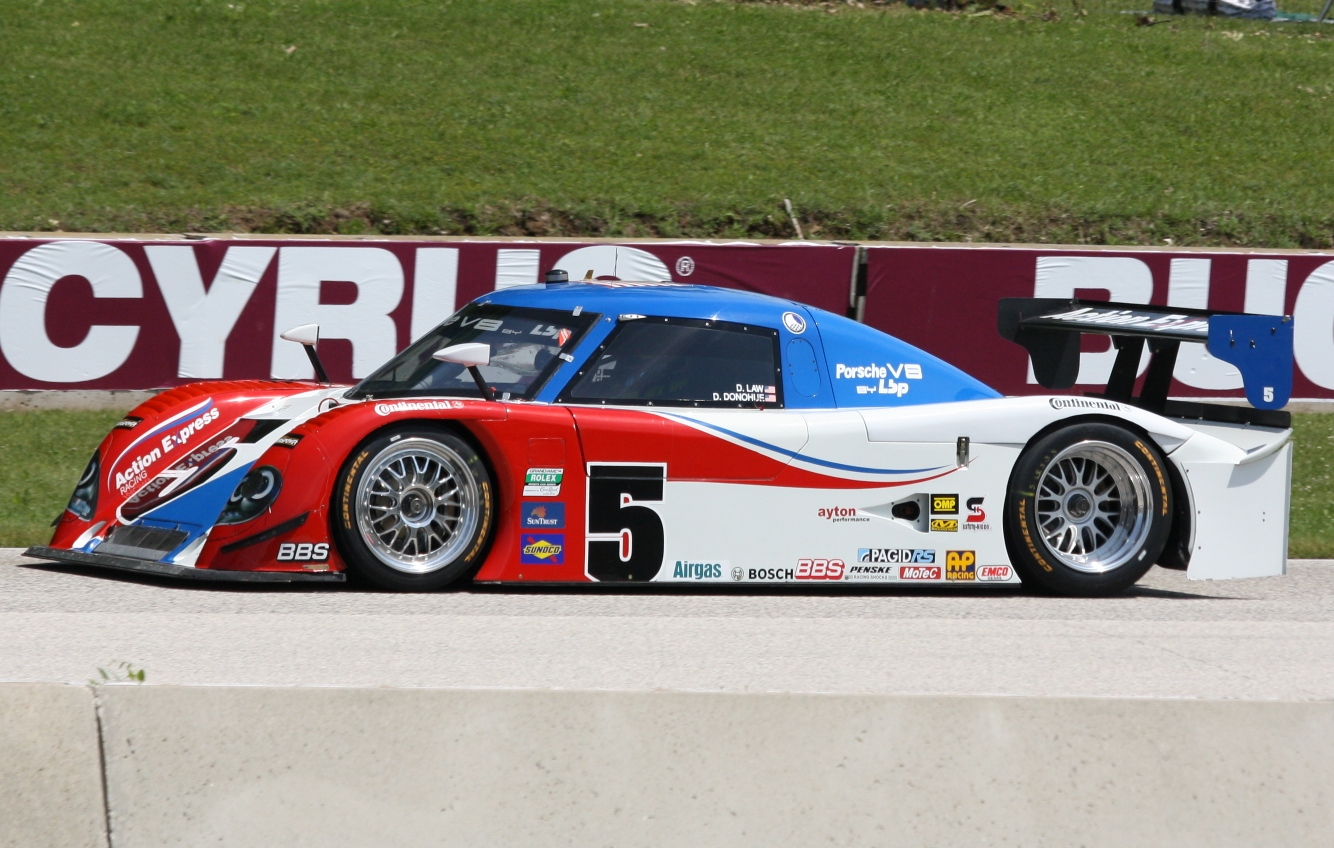
Prototype N°5 2011

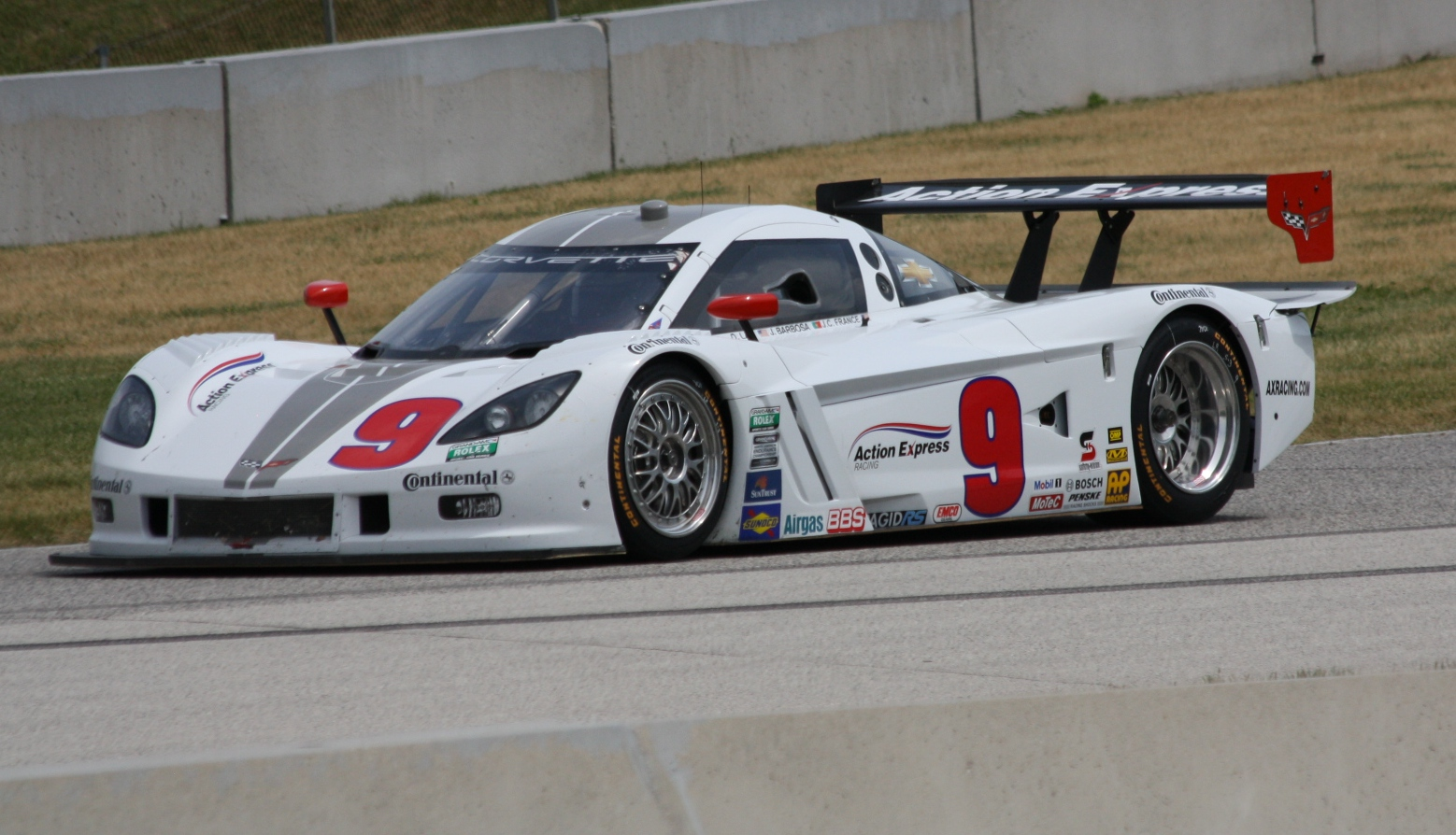
Prototype N°9 2012

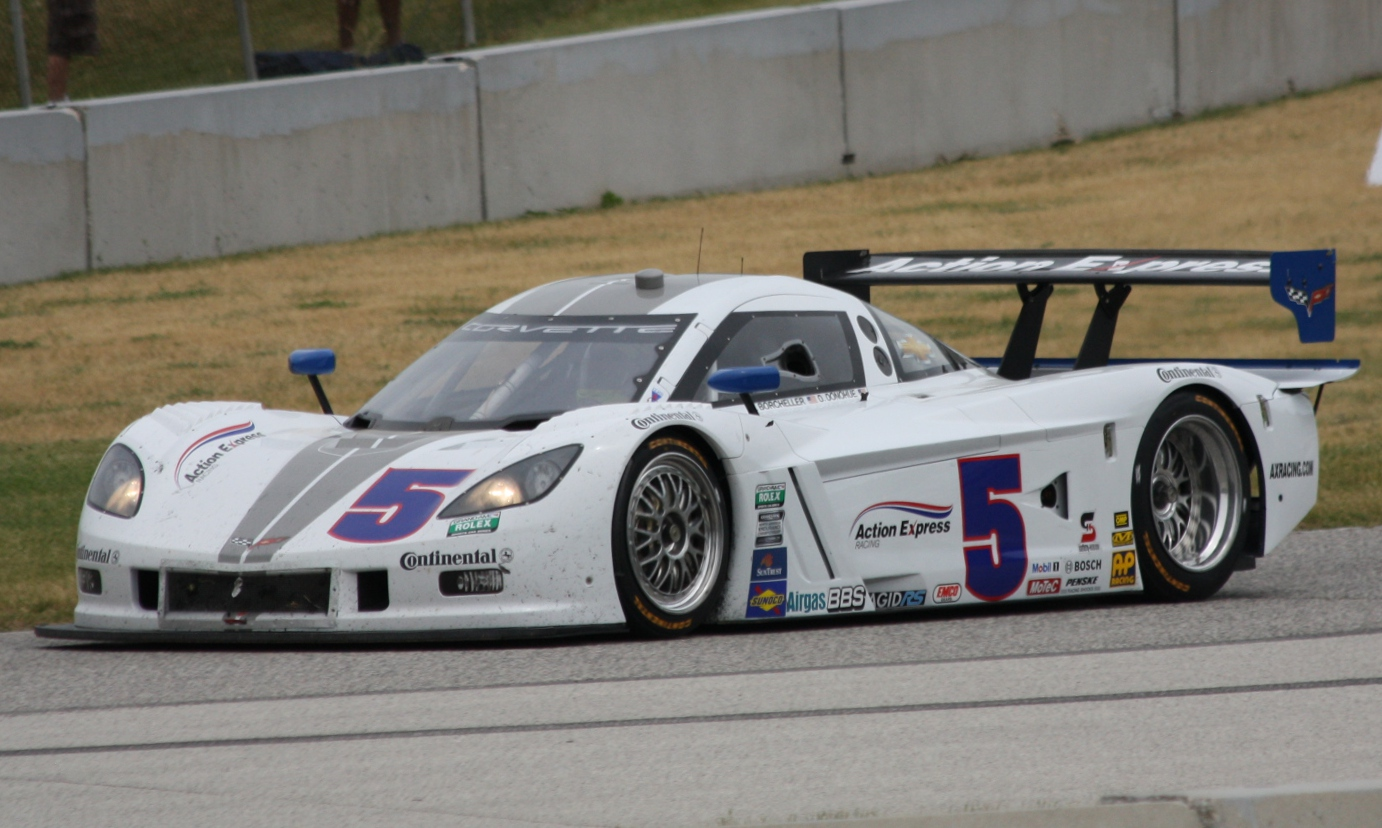
Prototype N°5 2012

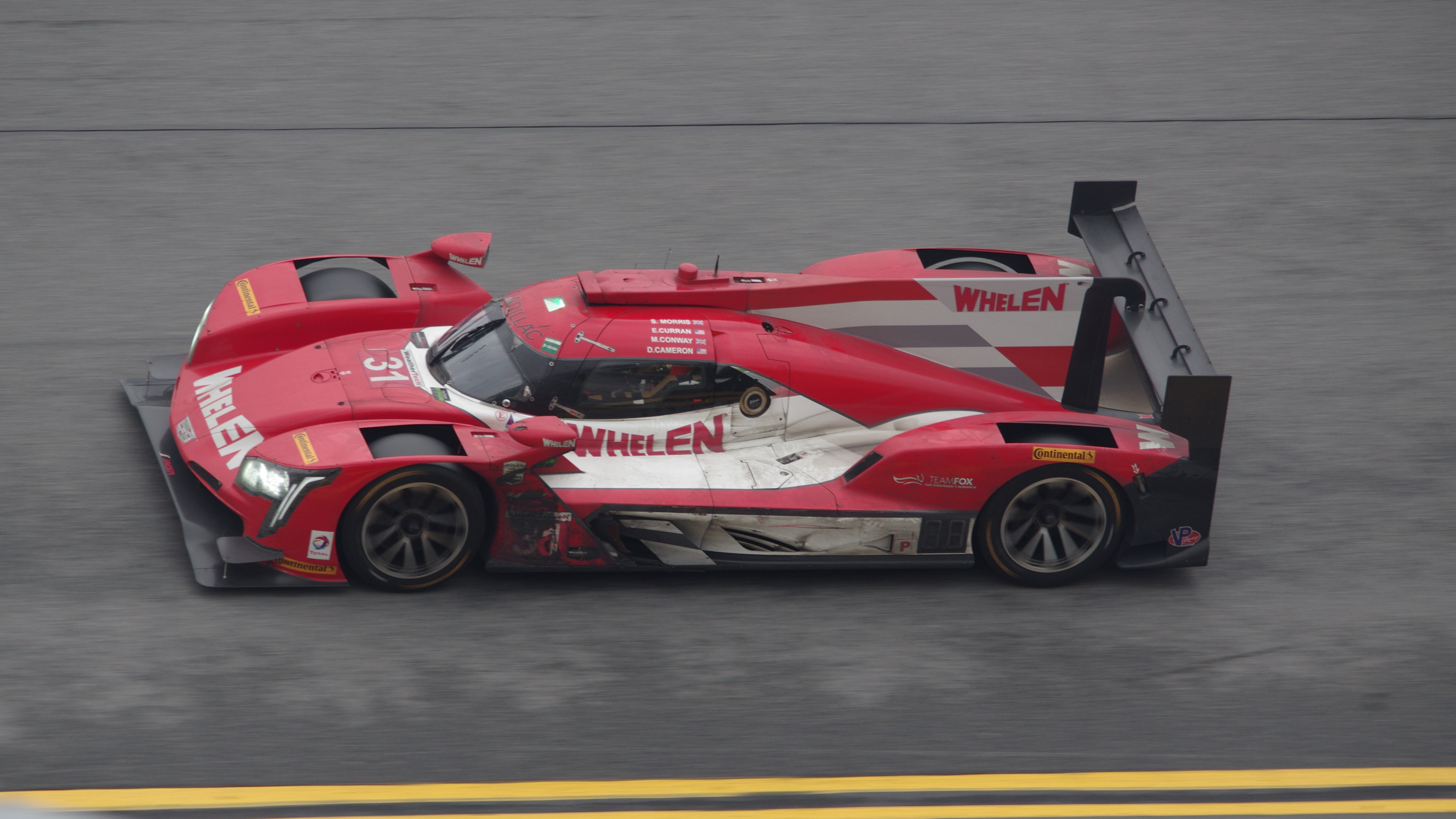
Cadillac DPi-V.R du Whelen Engineering Racing

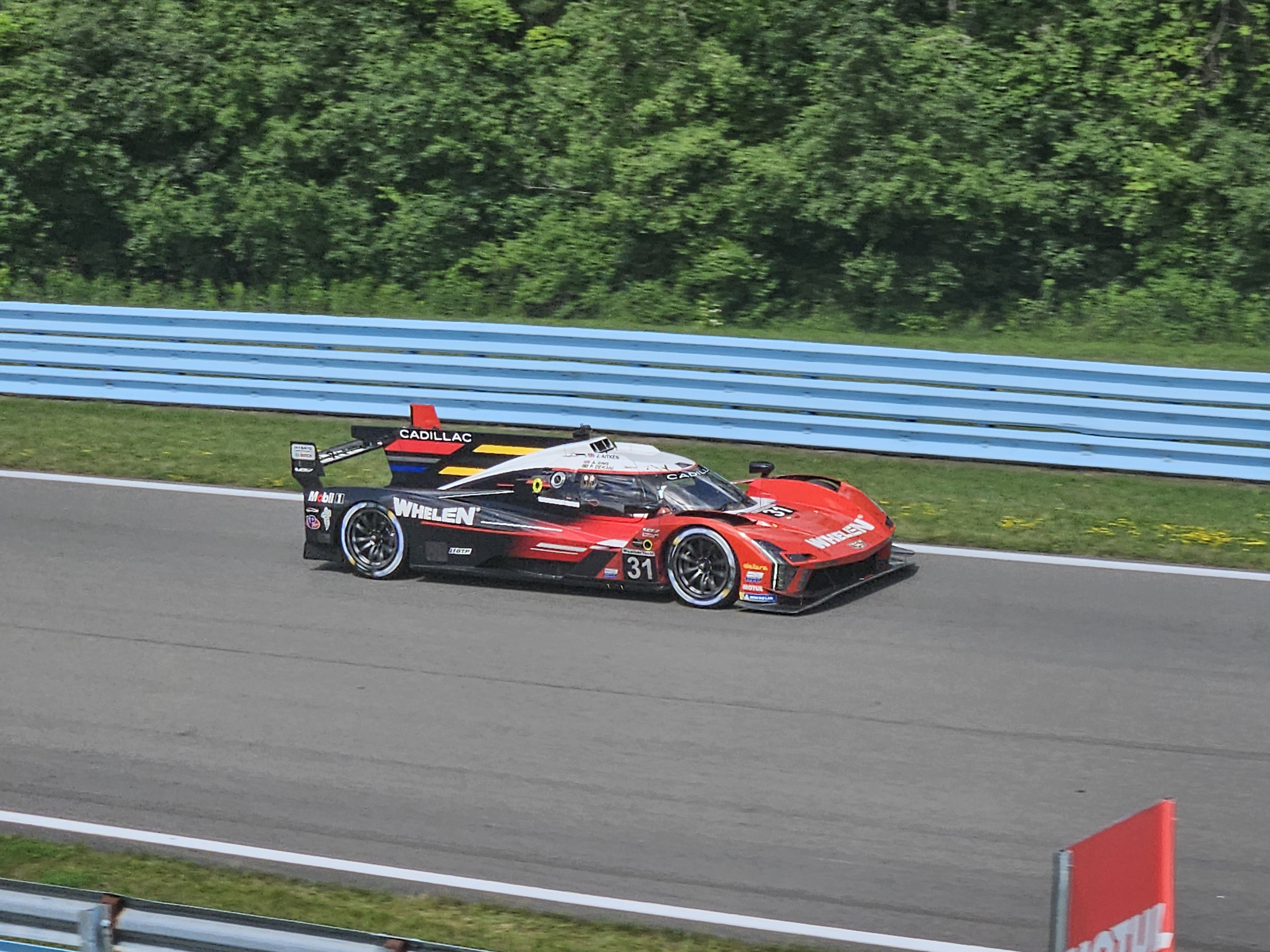
Cadillac V-Series.R du Whelen Engineering Racing

Le Action Express Racing est une écurie de course basée à Denver, en Caroline du Nord aux États-Unis.
Elle a pour propriétaire et fondateur Bob Johnson. Elle participe au championnat United SportsCar Championship.

## Historique
L'écurie est née de la prise en charge de la seconde voiture du Brumos Racing en 2010 (le prototype N°9). Ce prototype Riley à moteur Porsche aux couleurs germaniques remporte la première course à laquelle il participe : les 24 Heures de Daytona. Quatre ans plus tard, l'écurie remporte de nouveau cette course mythique qui est alors la première course du nouveau championnat United SportsCar Championship.

## Palmarès
- 24 Heures de Daytona
  - Vainqueur en 2010 avec João Barbosa, Terry Borcheller, Ryan Dalziel et Mike Rockenfeller
  - Vainqueur en 2014 avec João Barbosa, Christian Fittipaldi et Sébastien Bourdais
  - Vainqueur en 2018 avec João Barbosa, Filipe Albuquerque et Christian Fittipaldi
- 12 Heures de Sebring
  - Vainqueur en 2015 avec João Barbosa, Christian Fittipaldi et Sébastien Bourdais
- 6 Heures de Watkins Glen
  - Vainqueur en 2012 avec João Barbosa et Darren Law
  - Vainqueur en 2013 avec João Barbosa et Christian Fittipaldi
  - Vainqueur en 2016 et en 2017 avec João Barbosa, Filipe Albuquerque et Christian Fittipaldi
- United SportsCar Championship
  - Champion en 2014 avec João Barbosa et Christian Fittipaldi
  - Champion en 2015 avec João Barbosa et Christian Fittipaldi
  - Champion en 2016 avec Dane Cameron et Eric Curran
  - Champion en 2018 avec Eric Curran et Felipe Nasr

## Pilotes et anciens pilotes
- João Barbosa
- Terry Borcheller
- Sébastien Bourdais
- Eric Curran
- Dane Cameron
- Ryan Dalziel
- Christian Fittipaldi
- Darren Law
- Max Papis
- Mike Rockenfeller